# ألانا برودريك
ألانا برودريك (بالإنجليزية: Alanna Broderick)‏ هي لاعب كرة مضرب جامايكية، ولدت في 18 أغسطس 1980 في كينغستون في جامايكا.

## وصلات خارجية
- ألانا برودريك على موقع رابطة محترفات التنس (الإنجليزية)
- ألانا برودريك على موقع الاتحاد الدولي لكرة المضرب (الإنجليزية)
- ألانا برودريك على موقع كأس بيلي جين كينغ (الإنجليزية)
- ألانا برودريك على موقع خلاصة التنس.كوم (الإنجليزية)